# Michael Komma
Michael Komma (* 20. November 1964 in Bad Tölz) ist ein ehemaliger deutscher Eishockeyspieler und -funktionär sowie aktueller -trainer.

## Karriere

### Als Spieler
Komma begann seine Karriere im Nachwuchs des EC Bad Tölz. Dort durchlief er sämtliche Nachwuchsmannschaften und gehörte ab der Saison 1982/83 zum Profikader des EC Bad Tölz in der 2. Bundesliga. Anschließend absolvierte er seine ersten neun Einsätze und erzielte dabei neun Scorerpunkte. In den folgenden Jahren entwickelte sich Komma zu den Leistungsträgern des Teams. Bis zum Jahr 1991 stand er in Bad Tölz unter Vertrag, ehe ihn  der BSC Preussen in die Eishockey-Bundesliga holte. Mit den Preussen konnte er in den Spielzeiten 1993/94 und 1994/95 jeweils das Play-off-Halbfinale erreichen. Nach dem Ende der Saison 1995/96 beendete Komma seine aktive Eishockeykarriere im Alter von 31 Jahren.

### Als Trainer und Manager
Nach dem Ende seiner Karriere arbeitete Komma bereits ab der Saison 1996/97 neben dem damaligen Chef-Trainer Peter Ustorf als Assistenz-Trainer bei den Preussen, die sich mit Beginn der Spielzeit in Berlin Capitals umbenannten. Dieses Amt betreute er bis zum Jahr 1999, ehe er Dale McCourt als Headcoach ablöste. Während seiner Trainerzeit in Berlin konnte er zweimal das Halbfinale um die Deutsche Meisterschaft erreichen. Im Sommer 2000 lief sein Vertrag bei den Capitals aus, und Komma wurde durch den Deutschkanadier Chris Valentine ersetzt. Michael Komma engagierte sich kurze Zeit später als Manager bei der Düsseldorfer EG, kehrte jedoch am 4. Oktober 2001 als Nachfolger von Gerhard Brunner ins Traineramt zurück. Gleichzeitig arbeitete er weiterhin als Manager. In der Saison 2002/03, drei Jahre nach dem Wiederaufstieg der Düsseldorfer aus der 2. Bundesliga in die Deutsche Eishockey Liga, qualifizierte sich Komma mit seiner Mannschaft für das Play-off-Viertelfinale, schied dort allerdings gegen den späteren Meister, die Krefeld Pinguine, aus. Nach der Spielzeit 2003/04, in der er mit der DEG erneut im Viertelfinale scheiterte, verließ er den Klub am 4. Oktober 2004. In der Saison 2006/07 stand er in der zweithöchsten italienischen Eishockeyliga, der Serie A2, beim HC Neumarkt Wild Goose hinter der Bande, wurde dort aber während der Saison entlassen. In der Folge wurde Komma Trainer beim SC Bietigheim-Bissingen, ab 9. April 2007 erster Sportlicher Direktor der aus dem Verein als Bietigheim Steelers GmbH ausgelagerten Profimannschaft. Zum Ende der Saison 2009/2010 trat er von jenem Posten zurück.